# Mohamadou Abdouraman
Mohamadou Abdouraman (Yaoundé, 24 gennaio 1985) è un ex calciatore camerunese, di ruolo centrocampista.